# Вале II (Виченца)
Вале II је насеље у Италији у округу Виченца, региону Венето.
Према процени из 2011. у насељу је живело 3 становника. Насеље се налази на надморској висини од 1065 м.